# Vega de Mayo
Vega de Mayo es una localidad peruana ubicada en el distrito de Paimas, perteneciente a la provincia de Ayabaca del departamento de Piura, al norte del Perú. 

## Ubicación
Vega de Mayo se ubica al oeste de la provincia de Ayabaca, en el distrito de Paimas, en el departamento de Piura.

## Demografía
En 2017 Vega de Mayo tenía una población de 5 habitantes.